# Kummt (Einheit)
Das Kummt war ein Volumenmaß für Torf. Nach der Norddeutschen Maß- und Gewichtsordnung des Norddeutschen Bundes vom 16. Mai 1868 wurde dieses Maß in Preußen reguliert. Magdeburg folgte am 17. August 1868. Kummt war ab diesem Zeitpunkt das Klaftermaß.
Ein Kummt hatte als Maße: Länge 12 Fuß; Breite oben 4 Fuß 10 Zoll; Breite unten 2 Fuß; Höhe 3 Fuß 4 ½ Zoll
- 1 Kummt = 138,36 Kubikfuß = 4,2775 Kubikmeter (locker eingeschüttete Soden)

Rückschluss 
- 1 Kubikmeter = 0,23378 Kummt